# Batalla de Karbala
La batalla de Karbala, lliurada del 9 al 10 d'octubre del 680 formà part de la Segona fitna (guerra civil islàmica).

## Antecedents
El 680 Muàwiya I es mor a Damasc i deixa oberta la qüestió de la successió al califat, ja que encara no s'havia establert que la dignitat de califa hauria de ser hereditària, i tant els omeies com els alides ho buscaven, i de fet, Muàwiya abans de morir va proclamar hereu el seu fill Yazid
Al-Hàssan ibn Alí, fill gran d'Alí ibn Abi-Tàlib, havia mort uns anys abans, deixant al-Hussayn ibn Alí ibn Abi-Tàlib com a cap dels alides i probable candidat al títol de califa per la dignitat que li conferia el ser fill de califa i net de Mahoma. En ser nomenat Yazid com a nou califa a Damasc, això és contestat en bona part de l'imperi islàmic, especialment pels alides, qui conviden al-Hussayn, que es troba a la Meca, a acudir a Kufa per liderar una rebel·lió contra Yazid, a què accedeix. Yazid, assabentat de la rebel·lió, demanà a Ubayd-Al·lah ibn Ziyad, governador de Bàssora que menés un exèrcit contra al-Hussayn.

## Batalla

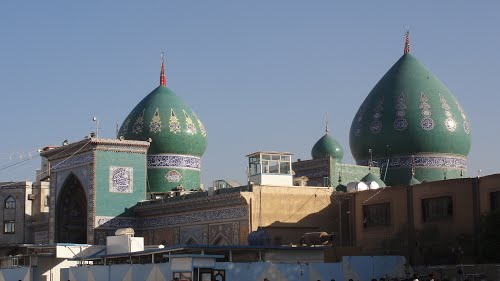
Memorial al campament d'Al-Hussayn a Karbala

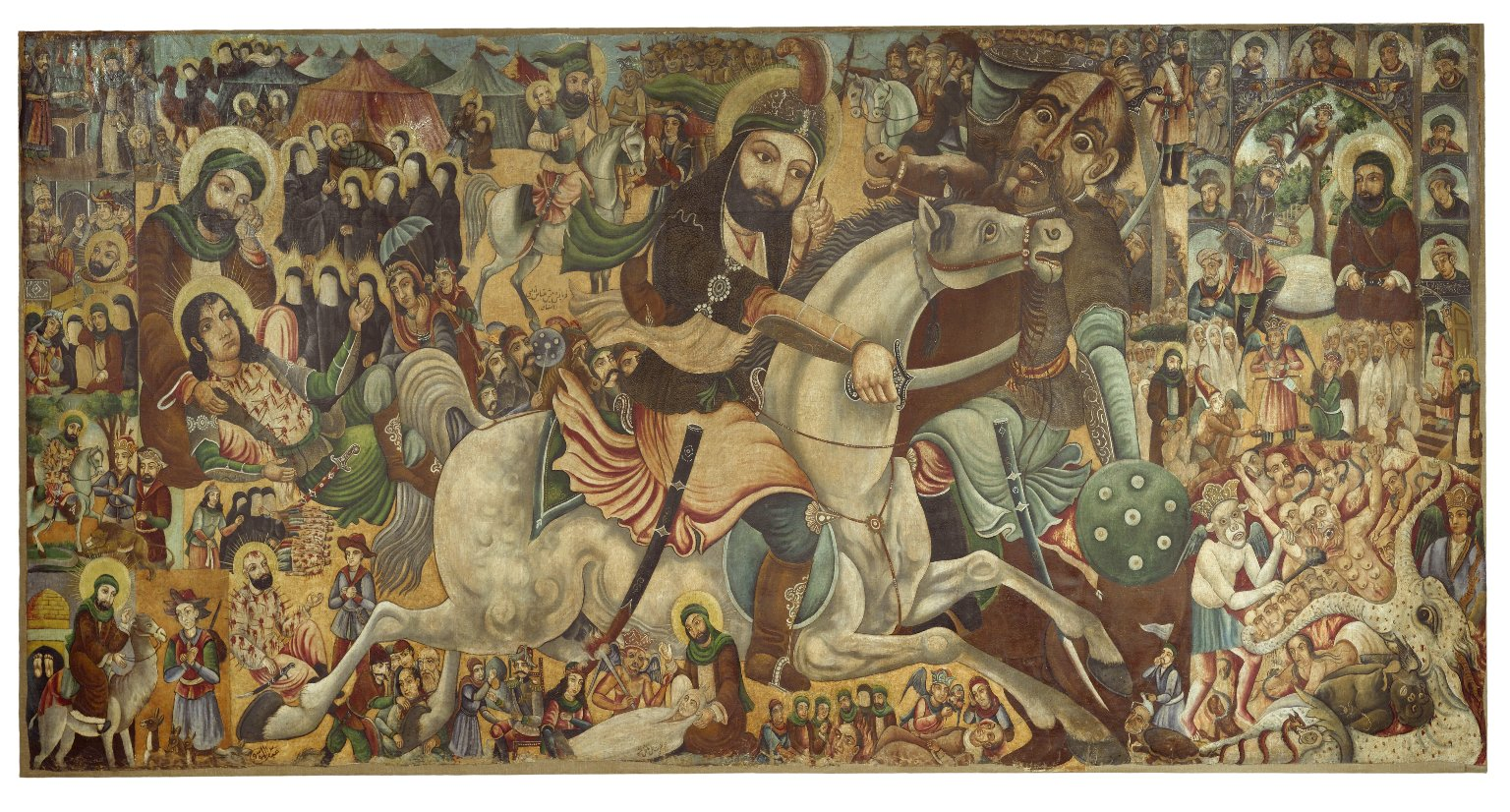
La batalla de Karbala

Yazid va enviar un exèrcit de 3.000 homes comandat pel governador omeia Ubayd-Al·lah ibn Ziyad a interceptar al-Hussayn i els 72 guerrers que l'acompanyen, sent sorpresos a dos dies de camí de Kufa per l'avantguarda de l'exèrcit, d'uns mil homes comandats per Hurr ibn Yazid al-Riyahi i les negociacions van fracassar després que Ubayd-Al·lah ibn Ziyad negués el pas segur d'Al-Hussayn sense sotmetre's a la seva autoritat, una condició declinada per Husayn i no els va permetre tornar a Medina, havent d'acampar a Karbala, sense accés a l'aigua de l'Eufrates, i a prop d'al-Riyahi.
Ubayd-Allah ibn Ziyad va ordenar a Úmar ibn Sad que ataqués immediatament sota un sol ardent, cosa que va succeir el 9 d'octubre al vespre, però es va donar una treva fins l'endemà perquè els seguidors d'al-Hussayn poguessin resar tota la nit. Al-Hussayn, durant la nit, va donar permís als seus seguidors per marxar en la foscor, però tots es van quedar, a més d'unir-se'ls Hurr ibn Yazid i el seu fill, penedits, per defensar la família de Mahoma. S'entaulà al matí la desigual batalla de Karbala, d'especial rellevància pel xiisme que va acabar el 10 d'octubre, i en la qual els supervivents, entre ells al-Hussayn, van ser torturats i assassinats.

## Conseqüències
Es va perdonar la vida al fill menor d'Al-Hussayn ibn Alí ibn Abi-Tàlib, Alí Zayn-al-Abidín, i a les dones de la caravana, que van ser conduïdes a Damasc per a ser venudes com a esclaves. El cos de Hussayn va ser enterrat a Karbala, i el seu cap dut també a Damasc per lliurar-lo al califa.
Aquesta batalla és sovint esmentada com la ruptura definitiva entre els xiïtes i els sunnites, les sectes de l'islam, i fins ara ha estat commemorada cada any pels musulmans xiïtes en el dia de l'Aixura.

Control del territori el 686 durant la segona fitna

La batalla va ser l'inici de la segona fitna, durant la qual els iraquians van organitzar dues campanyes separades per venjar la mort d'Husayn; el primer dels Tawwabin d'Abd-Al·lah ibn az-Zubayr i l'altre de Mukhtar al-Thaqafi i els seus partidaris que va acabar amb la mort en combat de Al-Mukhtar ibn Abi-Ubayd ath-Thaqafí el 687 i la recuperació de l'Iraq per l'Omeia Abd-al-Màlik ibn Marwan el 691 després de la batalla de Dayr al-Jathalik, va ocupar la Meca el 692 i la mort al camp de batalla d'Abd-Al·lah ibn az-Zubayr el 3 de novembre del 692.